# Lin Dunn
Lin Dunn (Dresden, 10 maggio 1947) è un'allenatrice di pallacanestro statunitense, professionista nella ABL e nella WNBA.

## Palmarès
- ABL Coach of the Year (1998)
- Campionessa WNBA (2012)